# 戴瑋姍
戴瑋姍（1990年1月23日—），中華民國政治人物，民主進步黨新潮流系成員，現任新北市議會議員、民進黨中央執行委員、民進黨發言人，同時也是陳文成博士紀念基金會董事。曾任賴清德總統競選團隊發言人。

## 早年
戴瑋姍出生於高雄縣鳳山市（今高雄市鳳山區）。畢業於高雄市立高雄女子高級中學後，先後就讀國立臺灣大學政治學系及其研究所碩士班。
就讀研究所期間，開始投入學生自治，擔任第45屆國立臺灣大學研究生協會會長，並重啟研究生學生代表選舉 。
擔任會長期間，為紀念陳文成事件，於校務會議提案命名「陳文成紀念廣場」，獲多數支持通過，落實校園轉型正義，後受邀擔任陳文成基金會董事，持續推動台灣轉型正義。
並與國立臺灣大學工會合作爭取研究生勞動權益，要求校方承認與研究生助理之間的僱傭關係，並多次前往教育部和勞動部陳情。
參與太陽花運動，當青年學生衝入行政院抗議遭警方以警棍與水槍暴力驅離，以研究生會長身分與多所學校學生會共同聲援太陽花學運，發表《譴責暴力、呼籲罷課》聲明 。

## 政治生涯
戴瑋姍為民進黨青年代表，從基層服務開始，曾任臺北市議會助理、立法院國會助理。
本來有意角逐臺北市士林北投區議員，後轉戰新北市板橋區並以第四高票當選；2022年以民進黨第一高票連任。
與立法委員林昶佐、賴品妤、洪申翰，議員張之豪、林穎孟、林亮君、黃郁芬、曾玟學、黃捷、高閔琳及黃守達等人組成「二〇四六 台灣」。

## 言論及爭議
- 2014年，參選台大研究生協會會長時，林飛帆協助繳交報名表。雖登記時間已截止，且未繳交任何實體資料，但選委會仍收件，且只要求儘速補交。陳思宇揭發此事後，被選委會取消參選資格，後通過向台大學生法庭提起行政訴訟重獲參選資格。[10]

- 2018年，在政論節目中稱農漁民是「下層民眾」，道歉時堅稱該詞是學術用語，強調自己只是口誤。[11]

- 2023年，新北幼兒園餵藥案期間，公佈一張家長4月27日帶幼童前往驗尿的巴比妥尿檢報告，藥物濃度檢測結果為64 ng/ml（-）[12]台灣事實查核中心發布報告，卻指出「網傳『孩童巴比妥檢驗64後面的（-）不是陰性，而是代表應該零檢出』？」的說法「錯誤」。[13][14][15]隨後，侯友宜競選工作室告發賴清德、戴瑋姍散播假訊息，經臺北地方法院簡易庭審理後，裁定2人不罰。[16][17]

## 選舉紀錄
| 年度 | 選舉屆數             | 選舉區           | 所屬政黨   | 得票數 | 得票率 | 當選標記 | 備註 |
| ---- | -------------------- | ---------------- | ---------- | ------ | ------ | -------- | ---- |
| 2018 | 第三屆新北市議員選舉 | 新北市第四選舉區 | 民主進步黨 | 26,193 | 9.25%  |          |      |
| 2022 | 第四屆新北市議員選舉 | 新北市第五選舉區 | 民主進步黨 | 24,938 | 9.72%  |          |      |

## 外部連結
- 戴瑋姍的Facebook專頁
- YouTube上的戴瑋姍‧板橋頻道
- 戴瑋姍的Instagram帳戶
- 戴瑋姍的Threads